# Nana Asakawa
Nana Asakawa (浅川 梨奈 Asakawa Nana?) es una idol y actriz japonesa. Es miembro de Super Girls.

## Filmografía

### Películas
| Año                                       | Título                            | Papel           | Ref.        |
| ----------------------------------------- | --------------------------------- | --------------- | ----------- |
| 2013                                      | girling: cortometraje hangirl     |                 | [ 2 ]       |
| Kane ga Narishi, Shōjo-tachi wa Jū o Utsu | Hinata                            |                 | [ 3 ] [ 4 ] |
| 2016                                      | 14 no Yoru                        | Megumi Nishino  | [ 5 ] [ 6 ] |
| 2017                                      | Saki                              | Nodoka Haramura | [ 7 ]       |
| 2017                                      | Love and Lies                     | Konatsu         | [ 8 ]       |
| 2018                                      | Honey So Sweet                    |                 |             |
| 2018                                      | Saki Achiga-hen episode of Side-A |                 |             |

### Series
| Año  | Título                                        | Papel              | Ref.   |
| ---- | --------------------------------------------- | ------------------ | ------ |
| 2013 | Biblia Koshodō no Jiken Techō                 | Fuji TV            | [ 9 ]  |
| 2013 | Kasukana Kanojo                               | Nanako Higashikawa | [ 10 ] |
| 2015 | Okinawano no Kowai Hanashi 2015 Natsu: Ídolo  | RBC                | [ 11 ] |
| 2016 | Saki                                          | Nodoka Haramura    |        |
| 2017 | Y Bishōjo: Chica de al Lado se reúne en Tokio | Fuji TV            | [ 12 ] |
| 2017 | Cinco                                         | Fuji TV            | [ 13 ] |